# Диво (фільм, 2009, Росія)
«Диво» — фільм режисера Олександра Прошкіна, учасник конкурсної програми 31-го Московського міжнародного кінофестивалю, де здобув спеціальний приз за режисуру «Срібний Георгій». У кінопрокат фільм вийшов 12 листопада 2009 року. Сюжет фільму заснований на історії про скам'янілу дівчину на ім'я Зоя.

## Сюжет
1956 рік. В одному будинку в місті Гречанськ мешкають матір з дочкою Тетяною. Вони не вірять в Бога, проте на полиці в кутку стоять ікони, які дісталися їм у спадок від бабусі. Жінки мають різні характери: мати — спокійна й тиха, а дочка — жорстка, з чоловічим характером. Якось Тетяна змушує матір винести іконки з дому й та покірно згоджується. У будинку залишається лише ікона Миколи Чудотворця, оскільки коханого доньки, про якого мимохідь згадується на початку фільму, теж звуть Микола. Наступного ранку в закрите вікно влітає сизий голуб і, розбивши скло, замертво падає на стіл. Птах у будинку — до божевілля, з'ясовує мати з книги з прикметами.
У Тетяни день народження, ввечері до неї приходять молоді люди. А мати змушена залишитися на вулиці, так як її в хату не пускають, щоб не заважала молодим веселитися. У самий розпал веселощів молоді танцюють парами, а Тетяна бере з полички ікону Миколи Чудотворця і починає з нею в руках танцювати. В цей час матір сидить на вулиці і гріється біля багаття. Раптом в будинку щось відбувається: налякані гості з криками вибігають з дому, але Тетяна серед них немає.
Далі з'ясовується, що під час танців Тетяна раптово застигла на місці, її кінцівки наче скам'яніли. Зрушити її з місця неможливо, ламаючи підлогу — ламаються лише самі інструменти. Водночас у дівчини спостерігаються ознаки життя, наприклад, слабке дихання. Нічого не залишається, як залишити дівчину в спокої, а біля будинку виставити наряд міліції і нікого не пропускати.
У ті часи заборонялося говорити про будь-які чудеса; все належало пояснювати з матеріалістичних позицій. А тут раптом — незрозумілий факт: скам'яніла дівчина. Чиновники, тремтячи від страху, припускали що завгодно, навіть провокацію американців, але тільки не диво.
Ще одна дійова особа — Микола, репортер обласної газети «Волжская правда», який саме незадовго до цих подій відвідував Гречанськ. У нього є дружина і ще кілька жінок на стороні. Ось і Тетяну він, як сам говорить, «склеїв». Його знову відправляють до Гречанська, де місцевий начальник замість справжньої Тетяни спробував йому «втерти окуляри» (рос. «тюльку под нос подсунуть»): дівчину, котра нібито справді застигала на місці, а тепер знову нормально себе почуває. Микола, особисто знайомий з Тетяною, одразу розуміє, що його обманюють. У підсумку він знаходить справжню Тетяну, з іконою в руках, і пише про неї чесну статтю, намагаючись пояснити «стояння» дівчини з матеріалістичних позицій, використовуючи терміни з медичної енциклопедії. Однак головний редактор статтю «зарізає», після чого Микола з помітним полегшенням звільняється.
Відтак у Гречанську опиняється сам Хрущов, який побажав особисто розібратися із цим «дивом». Побачивши дівчину, котра простояла на той момент вже 128 днів, він отетерів і наказує забрати в неї ікону. Це може зробити лише інок — син місцевого священика. Після цього дівчина оживає, а Хрущов відлітає до Москви.
Дівчину відправляють на обстеження до лікарні, де з'ясовується, що фізично вона цілком здорова. Тоді, підозрюючи її у змові проти радянської влади, її починають допитувати. Але вона ніяк не реагує на звинувачення й грубощі, залишаючись байдужою. З метою залякування її відправляють до камери до ув'язнених-чоловіків, але в підсумку лякаються самі ув'язнені, коли дізнаються, що це та сама Тетяна, про яку на ту мить містом розійшлося багато чуток.
Після події характер Тетяни повністю змінюється. Розуму вона не втрачає, але стає наче аутисткою. Вирішивши, що дівчина збожеволіла, її влаштовують до місцевої психіатричної лікарні. На останніх кадрах їй обстригають волосся, і в цей момент її увагу привертає голуб, що воркує на підвіконні. Вона повертає обличчя в бік вікна й посміхається. Голуб відлітає.

## У ролях
- Марія Бурова (дебют) — Тетяна Скрипнікова
- Сергій Маковецкий — уповноважений у справах релігії Кондрашов
- Костянтин Хабенський — журналіст Микола Артем'єв
- Поліна Кутепова — жінка Миколи, Наташа Артемьева
- Олександр Потапов — Микита Хрущов
- Віктор Шаміров — священик о. Андрій
- Віталій Кищенко — майор міліції Першин
- Ольга Лапшина — Клавдія Іванівна
- Зураб Кипшидзе — Альберт Вахтангович
- Дмитро Опанасенко — Сашко Голубцов
- В'ячеслав Батраков — стрий Антип
- Наталя Гандзюк — жінка о. Андрія
- Камиль Тукаєв — Валеріян Григорійович
- Володимир Кабалін — тесля
- Анна Уколова — Галя
- Тимофій Трибунцев — Пашка
- Сергій Новиков — архієрей
- Дар'я Рум'янцева — Лжететяна
- В'ячеслав Степанян — епізодична
- Ольга Дегтярева — лікар
- Степан Пивкин — хлопець
- Марина Соколова — епізодична

## Знімальна група
- Сценарист: Юрій Арабов[4]
- Режисер-постановник: Олександр Прошкин
- Художник-постановник: Екатерина Татарська
- Оператори-постановники: Геннадий Карюк, Олександр Карюк

## Знімання
Значна частина знімань відбувалася у передмісті Тули — селищі Коса Гора. Для знімань спорудили будинок, подібний до того, в якому, як вважається, відбулася ця історія (м. Куйбишев, вул. Чкалова, 84). Однак у фільмі будинок розташовано з видом на металургійний завод, тоді як справжній дім Зої був у центрі міста, віддалік від заводів (а Косогірський металургійний завод у Куйбишеві на ту мить ще не збудували).
Знімання також проходили на вокзалі, у відділку міліції Ясногорська, у Заокській друкарні, у будівлі «Тулавугілля» та в Тульському будинку офіцерів, в якому, за сюжетом, проживає Хрущов. Останні плани стрічки знято в музеї-садибі «Ясна Поляна».

## Стояння Зої
Фільм засновано на історії стояння Зої. Події відбувалися у 1956 році в Куйбишеві. Стверджується, що в будинку 84 по вулиці Чкалова жила така собі Клавдія Болонкіна. Її син у новорічну ніч вирішив запросити друзів. Серед запрошених була Зоя Карнаухова, яка напередодні познайомилася з молодим практикантом на ім'я Микола, що обіцяв прийти до них на свято. Коли всі подруги були з хлопцями, Зоя все ще сиділа одна: Микола затримувався. Коли почалися танці, вона заявила: «Якщо немає мого Миколи, буду зі Миколаєм Угодником танцювати!». Вона попрямувала до кутка, де висіли ікони. Друзі жахнулися: «Зоє, це гріх!». Але вона сказала: «Якщо є Бог, нехай він мене покарає!»
Взяла ікону, притиснула до грудей. Увійшла у коло танцівників і раптом застигла, немов вросла в підлогу. Її неможливо було зрушити з місця, а ікону не можна було взяти з рук — вона ніби приклеїлася намертво. Зовнішніх ознак життя дівчина не подавала, але в ділянці серця було чутно ледь вловимий стукіт. Про подію швидко дізналося все місто, міліція боялася підходити до знерухомленої Зої, лікарі нічим не могли допомогти: коли вони намагалися зробити укол, голки ламалися й не входили в шкіру.
Священники теж нічим не могли зарадити, але потім з'явився ієромонах Серафим. Він зміг витягти ікону з рук Зої і пізніше сказав, що її стояння закінчиться у день Великодня. Так воно і сталося — Зоя простояла 128 днів до Великодня, яка того року була 6 травня.
Режисер Прошкін не вважає цю історію вигадкою. Протоієрей Всеволод Чаплін підтверджує, що про це «таємниче явлення» є «безліч свідчень». Первісну інформацію про цю історію зі спробою її спростувати опубліковано 24 січня 1956 року у фейлетоні під назвою «Дикий випадок» у міській газеті «Волжская коммуна» «за рішенням 13-ї Куйбишевської обласної партконференції, скликаної у терміновому порядку у зв'язку з релігійними заворушеннями у місті».